# Ликвидатор (космический аппарат)
«Ликвидатор» — проектируемый российский космический аппарат, сервисный спутник, предназначенный для расчистки геостационарной орбиты от космического мусора.
Разработку аппарата ведёт ЦНИИМаш. В разработке также принимали участие «Информационные спутниковые системы» имени М.Ф. Решетнёва.
Отработавшие геостационарные спутники планируется уводить на орбиту захоронения с помощью ионных пучков. За полгода работы спутник должен будет очистить орбиту от 20 (по другим данным, 10) неработающих аппаратов весом до 2 тонн. В настоящее время на геостационарной орбите Земли находится примерно 500 работающих аппаратов и 1000 вышедших из строя.
Создание аппарата, планировавшееся на 2025 год, было заложено в Федеральную космическую программу 2016—2025 годов, однако в связи с урезанием бюджета его создание было отложено на неопределённый период, хотя проект и не был закрыт.

## Планируемые параметры
- Масса  «Ликвидатора»: 4 тонны
- Срок существования: 10 лет
- Количество объектов, удаляемых за 1 цикл (полгода): 10
- Общее количество объектов, которые сможет удалить аппарат: 200[1]

## Схожие проекты
Разработку схожих аппаратов ведут, также, компания «Российские космические системы», Самарский университет имени С. П. Королёва и Омский государственный технический университет. 
Аналогичный аппарат, также к 2025 году, планирует создать ЕКА.